# Нижнеланновский сельский совет (Карловский район)
Нижнеланновский сельский совет (укр. Нижньоланнівська сільська рада) — входит в состав
Карловского района
Полтавской области
Украины.
Административный центр сельского совета находится в 
с. Нижняя Ланная.

## Населённые пункты совета
- с. Нижняя Ланная